# Микляевский сельсовет
Микляевский сельсовет — упразднённая административно-территориальная единица, существовавшая на территории Московской губернии и Московской области до 1954 года.
Подвязновский сельсовет был образован в первые годы советской власти. По данным 1918 года он входил в состав Рогачёвской волости Дмитровского уезда Московской губернии
В 1923 году Подвязновский с/с был переименован в Микляевский сельсовет.
По данным 1926 года в состав сельсовета входили деревни Абрамцево, Алешино, Курьково, Микляево и Подвязново.
В 1929 году Микляевский с/с был отнесён к Дмитровскому району Московского округа Московской области.
27 февраля 1935 года Микляевский с/с был передан в Коммунистический район.
4 января 1952 года из Ивановского с/с в Микляевский было передано селение Черны.
14 июня 1954 года Микляевский с/с был упразднён. При этом его территория была передана в Больше-Рогачёвский с/с.